# 擬南鰍
擬南鰍（學名：Schistura imitator）為輻鰭魚綱鯉形目條鰍科南鰍屬的其中一種。分布於亞洲寮國湄公河流域，本魚體延長，口下位，具觸鬚3對，上嘴唇幾乎平滑, 下頜有一個深的凹槽，尾鰭邊緣微凹，身體有 9-11條深褐色的橫帶比間隙寬, 有時非常規則的排列，有時不規則或分枝，背鰭有一或二個灰色斑塊沿著基底，在鰭條和薄膜上一條黑色的子末梢部的斑紋, 尾鰭淡紅色, 胸鰭與腹鰭淡黃色，體長可達4.5公分，棲息在水流湍急的河川底層水域，生活習性不明。

## 扩展阅读
維基物種上的相關：擬南鰍